# EA Sports FC 24
EA Sports FC 24 – komputerowa gra sportowa skupiona na tematyce piłki nożnej, będąca pierwszą częścią serii głównej EA Sports FC oraz bezpośrednią kontynuacją serii symulacyjnych gier sportowych wydawanych przez EA Sports pod tytułem FIFA, co czyni ją trzydziestą pierwszą wydaną grą w tematyce piłki nożnej przez to przedsiębiorstwo. EA Sports FC 24 wydano 29 września 2023 na platformach Microsoft Windows, PlayStation 4, PlayStation 5, Xbox One, Xbox Series X/S oraz Nintendo Switch.

## Rozgrywka
EA Sports FC 24 to komputerowa gra sportowa, skupiająca się na rozgrywkach piłki nożnej. Podobnie jak w poprzedniach wyprodukowanych grach tego typu, w grze udoskonalono mechanikę poruszania się oraz zachowania sterowanych przez sztuczną inteligencję lub gracza piłkarzy za pośrednictwem technologii HyperMotionV, której pierwowzór pojawił się w grze FIFA 22 – dostęp do ulepszeń ograniczono dla wersji na komputery osobiste oraz konsole gier wideo dziewiątej generacji.
Dla zawodników piłkarskich dodanych do gry zaimplementowano indywidualne zachowania oraz style gry dzięki zleconemu firmie Stats Perform gromadzeniu i analizie danych zebranych w czasie rzeczywistym z około 200 rozegranych meczów piłkarskich na całym świecie.

## Licencje
10 maja 2022 EA Sports oraz FIFA ogłosiły, że zawarta długoterminowa umowa licencyjna na wykorzystywanie dotychczasowej nazwy gier z serii wygaśnie wraz z końcem 2022 roku. Umowę uprzednio przedłużono o rok, by móc wydać trzydziesty tytuł z serii, FIFA 23. W tym samym dniu przedsiębiorstwo EA Sports zapowiedziało kontynuację produkcji gier tego gatunku pod nową nazwą EA Sports FC z niezmienionym cyklem ich wydawania, zachowanymi licencjami na zawartość gier, taką jak zawodnicy, drużyny piłkarskie, stadiony i ligi oraz nowymi licencjami na ligi kobiece. Wydawca podczas prezentacji gry w lipcu 2023 ujawnił także informacje o zawarciu umów na wyłączność z organizacjami lig piłkarskich UEFA, Premier League oraz La Liga, których pojawienie się w przyszłych produkcjach zapowiedział.
Włoskie kluby AS Roma, Atalanta BC, S.S. Lazio i SSC Napoli nie pojawiły się w grze ze względu na wcześniejsze zawarcie umów na wyłączność z producentem konkurencyjnej serii gier, eFootball. W grze zachowano podobizny należących do nich piłkarzy oraz stworzono ich fikcyjne odpowiedniki klubów, stadionów, strojów i herbów. W przypadku klubów Bayern Monachium oraz FC Barcelona odwzorowano zawodników i ich stroje na podstawie licencji, ale ich stadiony już nie zostały objęte umową.
W grze z serii piłkarskich gier symulacyjnych wydawanych przez EA Sports po raz pierwszy pojawia się trofeum Złotej Piłki.

## Drużyna roku
Co roku wydawana jest tzw. „Drużyna roku”. W 2024 roku została wydana 19 stycznia. Są trzy odmiany drużyn: Męska, Kobieca, i „Ikon”. Ikony to zawodnicy i zawodniczki, którzy już zakończyli karierę. Wybierany też jest dwunasty zawodnik lub zawodniczka.

### Męska
- Kylian Mbappé
- Erling Haaland
- Lionel Messi
- Kevin De Bruyne
- Jude Bellingham
- Rodri
- Theo Hernández
- Virgil Van Dijk
- Rúben Dias
- Jeremie Frimpong
- Alisson
- 12. zawodnik: Cristiano Ronaldo

### Kobieca
- Sophia Smith
- Samantha Kerr
- Caroline Graham Hansen
- Alexia Putellas
- Aitana Bonmati
- Lena Oberdorf
- Sakina Karchaoui
- Wendie Renard
- Millie Bright
- Ona Battle
- Mary Earps
- 12. zawodniczka: Alexandra Popp

### Ikony
- Ronaldo Nazario
- Patrick Vieira
- Petr Čech
- Franck Ribéry
- Gianfranco Zola
- Xavi Hernandez
- Mia Hamm
- Rio Ferdinand
- Lothar Matthäus
- Philipp Lahm
- Michael Essien

### UEFA Euro 2024
W listopadzie 2023 EA Sports ogłosiło, że nabyło prawa do gry komputerowej wydawanej pod nazwą UEFA Euro 2024, a aktualizacja z zawartością rozgrywki finałowej Mistrzostw Europy w Piłce Nożnej 2024 trafią do gier EA Sports FC 24, EA Sports FC Mobile oraz EA Sports FC Online latem 2024.

## Wydanie gry
Grę wydano 29 września 2023 na komputery osobiste, konsole gier wideo ósmej i dziewiątej generacji oraz Nintendo Switch. Na okładce standardowej wersji gry pojawił się Erling Haaland – napastnik klubu piłkarskiego Manchester City.

## Odbiór gry
Gra spotkała się z pozytywnym odbiorem recenzentów według agregatora Metacritic.
Redaktorzy z IGN oraz GameSpotu ocenili grę na 7/10 wskazując, że gra jest podobna do wcześniejszych gier z serii FIFA, ale zawiera dodatkowe elementy, które stanowią ulepszenia w długotrwałej rozgrywce. Recenzenci pochwalili poprawienie realizmu płynącego z rozgrywki, płynność technologii HyperMotion oraz oprawę graficzną i precyzyjność odtwarzanych animacji, a także tryb Ewolucji w Ultimate Team. Na pozytywny odbiór recenzentów wpłynęło również włączenie kobiecych zawodniczek do Ultimate Team, co stwarza więcej możliwości co do aspektu budowania składu drużyny piłkarskiej. Poddano jednak krytyce zachowanie sztucznej inteligencji, którą określono jako „rozczarowującą”, szczególnie w przypadku zachowania bramkarzy, a także uznano zmiany w trybie kariery za „szkodliwe”.

### Wersja na Nintendo Switch
Redakcja serwisu Nintendo Life przyznała grze ocenę 8/10 gwiazdek, chwaląc identyczność wersji gry w porównaniu z wersją na konsole gier wideo oraz wiele nowych opcji rozgrywki w wersji na Nintendo Switch, które we wcześniej wydawanych grach się nie pojawiały oraz stwierdzając, że jest to „najlepsza gra piłkarska kiedykolwiek wydana na konsole Nintendo”.
Recenzent portalu IGN natomiast ocenił grę na 4/10 gwiazdek dostrzegając, że brak implementacji technologii HyperMotion w tej wersji stanowi wadę gry oraz że funkcjonalność indywidualnych stylów gry zawodników jest mocno ograniczona. Redaktor ponadto skrytykował oprawę graficzną i animacje, które nie są tak nowoczesne, jak w wersji na inne platformy. Pomimo niskiej oceny, produkcję uważa za najlepszą grę piłkarską na urządzenia przenośne zastrzegając, że „na każdej innej platformie można znaleźć znacznie przyjemniejszą i nowocześniejszą wersję”.
Redakcja serwisu Pocket Tactics przyznała grze ocenę 8/10 gwiazdek, aprobując płynność działania gry pomimo ograniczonego limitu klatek na sekundę.

### Krytyka graczy
Gra niedługo po premierze spotkała się z review bombingiem jej graczy, często w recenzjach wskazując mało dostrzegalne różnice względem poprzedniej poprzedniej tego typu oraz wiele błędów występujących podczas rozgrywki. Jednym z najczęściej wyliczanych błędów była postać Ady Hegerberg, której ogólne umiejętności i zachowanie były znacznie ograniczone w stosunku do wysokiej oceny zawodniczki.
Gracze negatywnie zareagowali także na skrzynkę Elite Season Opener Pack obawiając się, że EA Sports zbyt agresywnie promuje model pay-to-win dla trybu Ultimate Team – pakiet został podarowany graczom mającym dostęp do gry w fazie wczesnego dostępu, którego cena wynosi 30 dolarów amerykańskich, a którego wartość zawartości oceniono na znacznie niższą w stosunku do jego ceny.

### Sprzedaż
Liczba graczy w pierwszym tygodniu osiągnęła pułap 11,3 miliona grających jednocześnie. EA Sports FC 24 była najlepiej sprzedającą się grą komputerową w Wielkiej Brytanii przez dwa tygodnie po jej premierze.